# Ancar Ivanhoe
A Ancar Ivanhoe é uma empresa que atua no ramo de administração de shopping centers como empreendedora e gestora de empreendimentos. 
Atualmente, possui 25 shoppings em operação distribuídos por 14 cidades nas cinco regiões do Brasil, totalizando mais de 1 milhão de metros quadrados de área bruta locável administrada, a segunda maior do país.

## História
Ancar foi inaugurada em 1972, no Rio de Janeiro, pela família Andrade de Carvalho.
Em 2006, se associou à canadense Ivanhoé Cambridge, em 2008, adotou parte do nome de sua sócia, mudando também sua logomarca para Ancar Ivanhoé. A parceria impulsionou a expansão da companhia, que passou a investir ainda mais em novos projetos e gestão de empreendimentos.

### Citação Instituto Great Place To Work
Desde 2008, a Ancar Ivanhoé está presente na lista das "Melhores Empresas para Trabalhar" com sede no Rio de Janeiro. Em 2015, entrou na lista das "Melhores Empresas para Trabalhar" na América Latina.

#### Posições
- 2015 - 3ª posição no Ranking Rio de Janeiro:[6] e 21ª posição no Ranking América Latina:[7]

## Shoppings

### Região Sudeste

#### Minas Gerais
- Minas Shopping - Belo Horizonte/MG

#### Rio de Janeiro
- Botafogo Praia Shopping - Rio de Janeiro/RJ
- Shopping Nova América - Rio de Janeiro/RJ
- Shopping Downtown - Rio de Janeiro/RJ
- Shopping Boulevard - Rio de Janeiro/RJ
- Madureira Shopping - Rio de Janeiro/RJ
- Rio Design Barra - Rio de Janeiro/RJ
- Shopping Nova Iguaçu - Nova Iguaçu/RJ

#### São Paulo
- Shopping Interlagos - São Paulo/SP
- Shopping Pátio Paulista - São Paulo/SP
- Shopping Metrô Itaquera - São Paulo/SP
- Golden Square Shopping - São Bernardo do Campo/SP
- Shopping Parque das Bandeiras - Campinas/SP
- CenterVale Shopping - São José dos Campos/SP

### Região Sul
- Iguatemi Porto Alegre - Porto Alegre/RS (com a Iguatemi)

### Região Centro-Oeste

#### Distrito Federal
- Shopping Conjunto Nacional - Brasília/DF

#### Mato Grosso
- Pantanal Shopping - Cuiabá/MT

### Região Norte

#### Rondônia
- Porto Velho Shopping - Porto Velho/RO

### Região Nordeste

#### Bahia
Parque Shopping Bahia - Lauro de Freitas/BA

#### Ceará
- Via Sul Shopping - Fortaleza/CE
- North Shopping Fortaleza - Fortaleza/CE
- North Shopping Jóquei - Fortaleza/CE
- North Shopping Maracanaú - Maracanaú/CE

#### Rio Grande do Norte
Natal Shopping - Natal/RN